# Бранко Таназевић
Бранко Таназевић (Чаково, Банат, 1876 — Београд, 1945) био је српски архитеката сецесије и српско-византијског (српског националног) стила, које је успешно спојио у својим делима. Завршио је два факултета: Технички факултет у Београду, одсек машинство и архитектуру у Минхену.

## Биографија и дела
Отац му је био лекар, пореклом из Војводине. По позиву пријатеља лекара и председника владе Владана Ђорђевића, прелази у Србију. Мајка му је била из породице Доситеја Обрадовића. Бранко Таназевић најизразитији представник националног стила у српској архитектури прве деценије 19. века, инспирацију је црпео и из профаног народног неимарства, угледајући се на моравску кућу са луцима, уметнички вез и савремено ћилимарство у Србији.
Своја схватања излагао је у стручној периодици постајући, уз декоратера Драгутина Инкиострија (1866 —1942), главни идеолог националног архитектонског »препорода«. Отуд су и његови објекти постали синоним »савременог«, уместо конзервативног и миметичког смера националног стила.
На свом првом делу - згради Телефонске централе, Косовска 47, у Београду (1905 —1908. ), Таназевић је успешно помирио традицију и модернитет, пласирајући на њеном асиметричном прочељу, завршеном угаоном ребрастом сецесијском куполом, разноврсне »неоморавске« отворе, полихромне површине и керамопластичне мотиве. Велики прозори широког ризалита запремају знатне површине зидног платна, док је плитка пластика, сведена на раван фасаде, састављена од псеудомедиевалних розета и шаховских поља. Уз фуге у приземљу, којима се алудира на византијско грађење и преплетну орнаментику, створена је живописна структура, слична остварењима тадашњег српског ћилимарства. Поткровни венац поново је пробијен, а отвори се сходно интернационалној пракси Арт Нувоа од приземља ка врху бројчано умножавају и димензионално уситњавају.
У асиметричној композицији фасаде Министарства просвете (касније Дом Вукове задужбине) (1912—1913), неосредњовековна полихромија, преплетна орнаментика, тролисни забат и грб Краљевине Србије, вешто су укомпоновани са сецесијским пиластрима, пластиком и завршецима елевације. Узбудљиве светло-тамне контрасте, наглашене на полихромним ћилим фасадама јавних здања, овај аутор је поновио и на кући Јована и Максима Николића (1912—1914), где се рељефом Св. Ђорђа у забату композиције и колоритом изведеним из српске тробојке јасно препознаје идеологија националног стила.
Од педесетак Таназевићевих пројеката, свакако треба издвојити кућу браће Николић, у Улици Његошевој 11 у Београду. Занимљива, бело-црвена фасада у споју сецесије и моравског стила, један је од најлепших украса Цветног трга.
Таназевић је осмислио павиљон Краљевине Србије на међународној изложби у Торину 1911. године.

### Просветни рад
Поред архитектонског стваралаштва, Таназевић је био и професор Архитектонског факултета у Београду, где је предавао: Орнаментику, Декорацију, Моделовање и Уређење градова.
Као наставник тадашњег Архитектонског одсека Техничког факултета, арх. Бранко Таназевић је са арх. Николом Несторовићем пројектовао зграду техничких факултета у Београду. Подигнута је 1931. године, а изградња је почела 1926.

## Галерија
- Телефонска централа у Београду, 1905 — 1908.
- Пројекат Општинског дома у Крагујевцу, 1911
- Вукова задужбина у Београду (раније Министарство просвете), 1912 — 1913
- Зграда музеја Топлице у Прокупљу (раније Пошта), 1912 (1925)
- Грађевински факултет Универзитета у Београду